# Оскода (округ)
Оско́да (англ. Oscoda County) — округ в штате Мичиган, США. Официально образован в 1840 году. По состоянию на 2010 год, численность населения составляла 8 640 человек.

## География
По данным Бюро переписи США, общая площадь округа равняется 1 481,481 км2, из которых 1 465,941 км2 суша и 15,281 км2 или 1,000 % это водоёмы.

## Население
По данным переписи населения 2000 года в округе проживает 9 418 жителей в составе 3 921 домашних хозяйств и 2 717 семей. Плотность населения составляет 6,00 человек на км2. На территории округа насчитывается 8 690 жилых строений, при плотности застройки около 6,00-ти строений на км2. Расовый состав населения: белые — 97,82 %, афроамериканцы — 0,08 %, коренные американцы (индейцы) — 0,71 %, азиаты — 0,07 %, гавайцы — 0,01 %, представители других рас — 0,14 %, представители двух или более рас — 1,16 %. Испаноязычные составляли 0,94 % населения независимо от расы.
В составе 25,30 % из общего числа домашних хозяйств проживают дети в возрасте до 18 лет, 58,10 % домашних хозяйств представляют собой супружеские пары проживающие вместе, 7,50 % домашних хозяйств представляют собой одиноких женщин без супруга, 30,70 % домашних хозяйств не имеют отношения к семьям, 26,00 % домашних хозяйств состоят из одного человека, 12,70 % домашних хозяйств состоят из престарелых (65 лет и старше), проживающих в одиночестве. Средний размер домашнего хозяйства составляет 2,39 человека, и средний размер семьи 2,85 человека.
Возрастной состав округа: 23,30 % моложе 18 лет, 5,60 % от 18 до 24, 22,80 % от 25 до 44, 28,00 % от 45 до 64 и 28,00 % от 65 и старше. Средний возраст жителя округа 44 лет. На каждые 100 женщин приходится 96,40 мужчин. На каждые 100 женщин старше 18 лет приходится 95,30 мужчин.
Средний доход на домохозяйство в округе составлял 28 228 USD, на семью — 32 225 USD. Среднестатистический заработок мужчины был 30 013 USD против 20 202 USD для женщины. Доход на душу населения составлял 15 697 USD. Около 10,30 % семей и 14,60 % общего населения находились ниже черты бедности, в том числе — 20,40 % молодежи (тех, кому ещё не исполнилось 18 лет) и 8,80 % тех, кому было уже больше 65 лет.